# Neophylax slossonae
Neophylax slossonae är en nattsländeart som beskrevs av Banks 1943. Neophylax slossonae ingår i släktet Neophylax och familjen Uenoidae. Inga underarter finns listade i Catalogue of Life.